# Ковалёв, Николай Александрович (Герой Социалистического Труда)
Николай Александрович Ковалёв (24 декабря 1929 — 6 января 2007) — советский строитель, бригадир комплексной бригады СМУ № 4 объединения «Омскстрой». Герой Социалистического Труда.

## Биография
Родился в селе Бугры, Невельского района Великолукской, ныне Псковской области в крестьянской семье. В 1939 году пошёл в школу, однако после начала Великой Отечественной войны был вынужден прервать обучение.
В первые месяцы войны работал на вырубке кустарников у центральной автомагистрали по направлению Невель — Великие Луки — Ленинград. Позже его родное село было оккупировано, и два с половиной года (с 1941 по 1943 гг.) семья Николая прожила на оккупированной немцами территории. В 1944 году, во время отступления немецко-фашистских войск, последние переселили часть жителей Бугров на запад, в пока ещё контролируемый ими белорусский город Полоцк. Однако в том же 1944 году Красная Армия освободила Полоцк, и бугровцы, в том числе и Николай, вернулись домой.
В 1946 году, из-за начавшегося в Великолукской области голода, Николай был вынужден оставить родные места и отправиться на заработки. Поисках работы, он прошёл пешком все прибалтийские республики — Эстонкую, Латвийскую и Литовскую, перешёл Западную Двину. В конце концов он осел в латвийском Даугавпилсе, где устроился на работу к хозяину усадьбы — снимать яблоки и убирать овощи. Здесь он проработал два года. В 1948—1949 годах учился в школе фабрично-заводского обучения (ФЗО) в Даугавпилсе, где получил специальности каменщика и плотника. После учёбы работал каменщиком в Усвятском леспромхозе в городе Усвяты Усвятского района Великолукской (ныне — Псковской) области. За высокую выработку норм ему было присвоено звание «стахановец».
В 1951—1953 годах служил в Советской Армии в Омске: сначала в комендантском полку, затем — в строительной части.
С 1953 года — плотник, плиточник, штукатур, а с 1958 по 1990 год — бригадир отделочников в строительно-монтажном управлении № 4 треста № 6 объединения «Омскстрой» в Омске. В 1965 году становится бригадиром-мастером, ведавшим всем комплектом отделочных работ. Его бригада имела лучшие показатели в тресте. При его участии были построены: торговый центр «Омский», музыкальный театр, дом культуры «Дзержинский», спортивно-концертный комплекс «Иртыш», бульвар Победы, Омский государственный университет и другие объекты. Н. А. Ковалёв также является автором декоративных панно, украшающих стены многих зданий Омска. По его инициативе применялись новые приемы в строительстве: мастичные покрытия на основе поливинилацетатной эмульсии, каменная штукатурка.
Указом Президиума Верховного Совета СССР от 8 января 1974 года за выдающиеся успехи в выполнении и перевыполнении планов 1973 года и принятых социалистических обязательств Ковалёву Николаю Александровичу присвоено звание Героя Социалистического Труда с вручением ордена Ленина и золотой медали «Серп и Молот».
Делегат XXV съезда КПСС (1976).
С 1990 года — на пенсии.
Жил в Омске. Умер 6 января 2007 года. Похоронен в Омске на Старо-Северном кладбище.

## Награды
- Герой Социалистического Труда (8.01.1974);
- орден Ленина (8.011974);
- орден Трудового Красного Знамени (11.08.1966);
- орден «Знак Почёта»;
- лауреат Премии Совета Министров СССР (1990);
- Заслуженный строитель РСФСР (1969).
- почетный гражданин Омской области (1998).